# Stigmella johanssoni
Stigmella johanssoni là một loài bướm đêm thuộc họ Nepticulidae. Nó là loài duy nhất được tìm thấy ở Tian Shan Mountains in miền nam Kazakhstan.
Chiều dài cánh trước là 2.3-2.6 mm. Adults were được tìm thấy ở tháng 8, but are probably also on wing in early summer.
Ấu trùng ăn Salix species. Chúng ăn lá nơi chúng làm tổ. 